# Самоосвітник (місячник)
«Самоосвітник» — місячник, пізніше двотижневик, масової освіти націоналістичного напряму, виходив у Львові 1937 — 1939 у видавництві «Дешева книжка». Редактор — Роман Паладійчук.
Журнал освітній, лекційного характеру, після тем наводилися контрольні вправи. Спочатку публікувався раз на місяць, а з номера 9 став виходити раз на 2 тижні.
Лекції публікувалися в розділі «Університет суспільної освіти». Там наводилися знання з географії, історії, української мови та літератури, історії українського народу, політичних та суспільних рухів, практичної математики. Також у часописі публікувалися публіцистичні статті, спогади тощо. Журнал був добре ілюстрований, містив фотографії, карикатури.